# Daniela Bousso
Vitoria Daniela Bousso (El Cairo, 1 de junio de 1956) es una historiadora, crítica, y curadora artística de arte contemporáneo y nuevos medios egipto-brasileña. Fue directora del Paço (Palacio) das Artes y directora ejecutiva de la Organización de la Sociedad Civil de Interés Público gestora del Paço das Artes y del Museo de la Imagen y del Sonido de São Paulo, responsable en 2007 por el reposicionamiento de este último.
Se formó en la Fundación Armando Alvares Penteado, obteniendo una licenciatura, en 1980, en artes plásticas. Y posee una maestría por la Universidad de São Paulo, exactamente en la Escuela de Comunicaciones y Artes de la Universidad de São Paulo (acrónimo en portugués: ECA-USP), en Historia del Arte Brasileño, en 1992 y un doctorado en Comunicación y Semiótica por la Pontifícia Universidade Católica de São Paulo (PUC-SP), habiendo defendido en 2006 la tesis "Metacorpos: a trajetória da subjetividade ao longo de um século", bajo la orientación de Lucia Santaella.
En 1977, inició las actividades profesionales en la Pinacoteca do Estado de São Paulo. Y sería profesora de Historia del arte en la FAAP desde 1986 hasta 1989. Y además comienza a trabajar en "Paço das Artes" en 1987; y en febrero de 1997 será directora de la institución. En 2007, asume también la dirección del Museo de la Imagen y del Sonido de São Paulo, actualizando la tipología “imagen y sonido” para los nuevos medios de comunicación. Permanecerá al frente de ambas instituciones hasta mayo de 2011, cuando es renunciada por imposición del Secretario Estadual de Cultura Andrea Matarazzo, provocando la reacción pública contra la interferencia del gobierno de São Paulo en los cambios de foco del MIS.

## Curadurías
- 2013: Estética ou Poética, Coleção Instituto Figueiredo Ferraz,[11] Ribeirão Preto, São Paulo
- 2011: Infinito Paisaje, Espacio Fundación Telefónica,[11] Buenos Aires
- 2011: Perceptum Mutantis, MIS,[12] São Paulo
- 2009: Pipilotti Rist, Paço das Artes[13] y MIS,[14] São Paulo
- 2008: Passagens, Museo Reina Sofía,[15] Espanha
- 2007: Por um Fio, Paço das Artes,[16] São Paulo e Espaço Cultural CPFL,[17] Campinas
- 2007: Vik Muniz, Paço das Artes,[18] São Paulo
- 2006: Janaina Tschäpe, Paço das Artes,[19] São Paulo (BOUSSO, 2006)
- 2006: //Paralela 2006, Pavilhão Armando de Arruda Pereira, São Paulo,[20] São Paulo
- 2006: Interconnect @ between attention and immersion (co-curadoria com Peter Weibel), ZKM – Centro de Mídia Arte,[21][22] Alemania
- 2004: Em Tempo, Sem Tempo, Paço das Artes,[23] São Paulo (BOUSSO, 2005)
- 2004: Hiper Relações Eletro-Digitais, Santander Cultural,[24] Porto Alegre (BOUSSO, 2004)
- 2003: Metacorpos, Paço das Artes,[25] São Paulo (BOUSSO, 2003)
- 2002: Intimidade, Paço das Artes,[26] São Paulo (BOUSSO, 2002)
- 2001: Rede de Tensão - Bienal 50 Años (cocuraduría con Maria Alice Milliet), Fundação Bienal de São Paulo
- 2001: Rede de Tensão, Paço das Artes, São Paulo (BOUSSO, 2001)
- 2001: Sala Especial Rafael França en la Bienal del Mercosur, Porto Alegre
- 2000: Artur Barrio: a metáfora dos fluxos 2000/1968, Paço das Artes, São Paulo
- 1999: Por que Duchamp?, Paço das Artes,[27] São Paulo
- 1999: Acima do Bem e do Mal, Paço das Artes, São Paulo
- 1998: City Canibal, Paço das Artes, São Paulo
- 1998: Salas Denis Oppenheim e Tony Oursler, XXIV Bienal de São Paulo
- 1997: Intervalos, Paço das Artes, São Paulo (BOUSSO, 1997)
- 1997: Mediações, Instituto Itaú Cultural, São Paulo
- 1996: Excesso, Paço das Artes, São Paulo (BOUSSO, RIBENBOIM, 1996)
- 1995: No Limiar da Tecnologia, Paço das Artes, São Paulo
- 1986: São Paulo - Toronto: do singular às afinidades, SESC Pompéia

## Proyectos especiales
- 2007: concibe el reposicionamiento del Museo de la Imagen y del Sonido de São Paulo para el trabajo con las nuevos medias[1][28]
- 2005: concibe y organiza el Simposio Internacional de Arte Contemporáneo en el Paço das Artes
- 2005: concibe y organiza el proyecto Ocupación en el Paço das Artes, que recibirá el Premio Associação Paulista de Críticos de Arte (APCA) para la Mejor Iniciativa Cultural en Arte Visuales de 2005[29] (PAÇO DAS ARTES, 2007)
- 2000: concibe el Premio Sergio Motta de Arte y Tecnología de la que fue curadora hasta 2008
- 1999: coordinación curatorial de la primera edición de Rumos Artes Visuales del Itaú Cultural junto con Angélica de Moraes y Fernando Cocchiarale[30]
- 1994-1996: desarrolla proyectos de planificación estratégica para las artes visuales contemporáneas en la Prefectura de Jacareí – SP, con la curaduría y producción de exposiciones de colecciones, salones de artes de Jacareí (Saja) y cursos de capacitación para profesores de la red pública local.